# 38. ceremonia wręczenia nagród Grammy
38. ceremonia wręczenia nagród Grammy, prestiżowych amerykańskich nagród muzycznych wręczanych przez Narodową Akademię Sztuki i Techniki Rejestracji odbyła się w niedzielę, 28 lutego 1996 roku.

## Nagrody

### Obszar generalny
Lista składa się ze wszystkich nominowanych, a zwycięzcy zostaną pogrubieni.

#### Nagranie roku
- "Kiss from a Rose" – Seal

#### Album roku
- Jagged Little Pill – Alanis Morissette

#### Piosenka roku
- "Kiss from a Rose" – Seal

#### Najlepszy nowy artysta
- Hootie & the Blowfish

### Pop

#### Najlepszy występ pop solowy kobiecy
- "No More „I Love You’s”" – Annie Lennox

#### Najlepszy występ pop solowy męski
- "Kiss from a Rose" – Seal

#### Najlepszy występ pop w duecie lub w zespole
- "Let Her Cry" – Hootie & the Blowfish

#### Najlepszy album popowy
- Turbulent Indigo – Joni Mitchell

### Rock

#### Najlepsza piosenka rockowa
- "You Oughta Know" – Alanis Morissette

#### Najlepszy album rockowy
- Jagged Little Pill – Alanis Morissette

#### Najlepszy występ rockowy kobiecy
- "You Oughta Know" – Alanis Morissette

#### Najlepszy występ rockowy męski
- "You Don’t Know How It Feels" – Tom Petty

#### Najlepszy występ rockowy w duecie lub w zespole
- "Run-Around" – Blues Traveler

#### Najlepszy występ metalowy
- "Happiness in Slavery" – Nine Inch Nails

### Muzyka alternatywna

#### Najlepszy album alternatywny
- Unplugged in New York – Nirvana

### R&B

#### Najlepsza piosenka R&B
- "For Your Love" – Stevie Wonder

#### Najlepszy album R&B
- "CrazySexyCool" – TLC

#### Najlepszy występ R&B kobiecy
- "I Apologize" – Anita Baker

#### Najlepszy występ R&B męski
- "For Your Love" – Stevie Wonder

#### Najlepszy występ R&B w duecie lub w zespole
- "Creep" – TLC

### Rap

#### Najlepszy album hip-hopowy
- Poverty’s Paradise – Naughty by Nature
- E. 1999 Eternal – Bone Thugs-n-Harmony; D.J. U-Neek, producent
- Return to the 36 Chambers: The Dirty Version – Ol’ Dirty Bastard; the RZA, producent
- I Wish – Skee-Lo; Walter "Kandor" Kahn & Skee-Lo, producenci
- Me Against the World – 2Pac

#### Najlepsza Współpraca Rapowa/Śpiewana
- "I’ll Be There for You/You’re All I Need to Get By" – Method Man featuring Mary J. Blige
- "1st of tha Month" – Bone Thugs-n-Harmony
- "Throw Your Set in the Air" – Cypress Hill
- "Feel Me Flow" – Naughty by Nature
- "What Would You Do?" – Tha Dogg Pound

#### Najlepszy występ hip-hopowy
- "Gangsta’s Paradise" – Coolio
- "Keep Their Heads Ringin’" – Dr. Dre
- "Big Poppa" – The Notorious B.I.G.
- "I Wish" – Skee-Lo
- "Dear Mama" – 2Pac

### Country

#### Najlepszy album country
- "The Woman in Me" – Shania Twain

#### Najlepsza piosenka country
- "Go Rest High on That Mountain" – Vince Gill

### New Age

#### Najlepszy album New Age
- Forest – George Winston

### Jazz

#### Najlepszy jazzowy występ wokalny
- Lena Horne – An Evening with Lena Horne

#### Najlepszy jazzowy występ instrumentalny
- Michael Brecker – Impressions

#### Najlepszy jazzowy występ instrumentalny, indywidualny lub w zespole
- McCoy Tyner Trio & Michael Brecker – Infinity

### Gospel

#### Najlepszy album pop gospel
- I’ll Lead You Home – Michael W. Smith

#### Najlepszy album rock gospel
- "Lesson of Love" – Ashley Cleveland

#### Najlepszy album tradycyjny soul gospel
- Shirley Caesar za Shirley Caesar Live – He Will Come

#### Najlepszy album Contemporary soul gospel
- CeCe Winans za Alone In His Presence

### Muzyka latynoamerykańska

#### Najlepszy występ pop latino
- Jon Secada – Amor

### Reggae

#### Najlepszy album muzyki reggae
- Shaggy – Boombastic

### World Music

#### Najlepszy album World Music
- Deep Forest za Boheme

### Dzieci

#### Najlepszy album dziecięcy
- Sleepy Time Lullabys – Barbara Bailey Hutchison

#### Najlepszy album ze słowami dla dzieci
- Prokofiev: Piotruś i wilk